# Zografou
Zografou (greacă Ζωγράφου) este un oraș în Grecia în prefectura Atena.